# Font de Gust

La Font de Gust, respecte del terme de Castellcir

La Font de Gust és una font de la Vall de Marfà, en el terme municipal de Castellcir, a la comarca del Moianès.
Es troba a 517,5 metres d'altitud, a la dreta de la Riera de Marfà, just al lloc on es considera que aquesta riera es transforma en la Golarda. És a prop, a ponent i a sota de la casa de Marfà.